# Bajčince
Bajčince (izvirno srbsko Бајчинце) je naselje v Srbiji, ki upravno spada pod Občino Prokuplje; slednja pa je del Topliškega upravnega okraja.

## Demografija
V naselju, katerega izvirno (srbsko-cirilično) ime je Бајчинце, živi 233 polnoletnih prebivalcev, pri čemer je njihova povprečna starost 53,2 let (53,9 pri moških in 52,7 pri ženskah). Naselje ima 101 gospodinjstev, pri čemer je povprečno število članov na gospodinjstvo 2,55.
To naselje je popolnoma srbsko (glede na rezultate popisa iz leta 2002), a v času zadnjih treh popisov je opazno zmanjšanje števila prebivalcev.
|  |

| Demografija | Demografija     | Demografija     |
| Leto        | Št. prebivalcev | Št. prebivalcev |
| ----------- | --------------- | --------------- |
|             |                 |                 |
|             |                 |                 |
|             |                 |                 |
|             |                 |                 |
| 1948        | 630             |                 |
| 1953        | 670             |                 |
| 1961        | 662             |                 |
| 1971        | 556             |                 |
| 1981        | 461             |                 |
| 1991        | 355             | 345             |
| 2002        | 258             | 258             |
|             |                 |                 |

| Etnična sestava po popisu iz leta 2002 | Etnična sestava po popisu iz leta 2002 | Etnična sestava po popisu iz leta 2002 | Etnična sestava po popisu iz leta 2002 | Etnična sestava po popisu iz leta 2002 |
| -------------------------------------- | -------------------------------------- | -------------------------------------- | -------------------------------------- | -------------------------------------- |
| Srbi                                   | Srbi                                   |                                        | 258                                    | 100,0%                                 |
| Neznano                                | Neznano                                |                                        | 0                                      | 0,0%                                   |